# 益子修
益子 修（ますこ おさむ、1949年2月19日 - 2020年8月27日）は、日本の実業家。三菱自動車工業の代表取締役会長・社長・最高経営責任者(CEO)を務めた。

## 来歴
東京都生まれ。海城高等学校を経て、早稲田大学政治経済学部経済学科卒業。1972年に三菱商事へ入社。同社で自動車畑を歩み、韓国、インドネシアなどの商圏拡大に辣腕を振るった。2003年より同社執行役員・自動車事業本部長に就任。
2000年と2004年の大規模なリコール隠しの発覚により、深刻な経営危機に瀕していた三菱自動車工業の再建を託されて同社へ転籍し、代表権を有する常務取締役（海外事業統括）へ就任し、翌2005年1月から同社の代表取締役社長となった。主に、コスト削減や商品の絞り込みを行い、経営再建の目処を立てた。2014年6月、相川哲郎に社長職を譲って会長に就任。あわせて新設されたCEO職を兼務する。
2009年6月、世界初となる量産型BEV、i-MiEV（アイ・ミーブ）を発表した。
2016年、軽自動車燃費不正問題が発覚。同年6月24日、相川の退任に伴って社長に復帰し、会長兼社長兼CEOとなった。同年10月、日産自動車が三菱自動車の筆頭株主となり、カルロス・ゴーンが会長に就任。益子は辞意を表明していたが、ゴーンの慰留により社長兼CEOを続けることとなった。
2017年6月の株主総会で、益子はCEOのみの肩書とすることを自ら発表した。
2018年11月、ゴーンが東京地方検察庁特別捜査部に逮捕され会長を解任されたのに伴って、再度会長に復帰、会長兼CEOに就任。
2019年6月の株主総会で、加藤隆雄にCEO職を譲り、会長職のみとなる。
2020年8月7日、健康上の理由で会長を退任し特別顧問に就任したが、直後の8月27日、心不全により死去した。71歳没。

## 人物
三菱自動車再建の為、経営資源をエコカーに集中。親会社の日産と共に電動化に注力した。
スポーツカー生産とモータースポーツ活動を縮小し、パジェロなどの伝統的な車種の国内販売終了、又は自社生産を取り止めOEM受給モデルに置き換えた（かつての「フルラインターボ」や「フルライン4WD」をもじって「フルラインOEM」と揶揄された）。これらの方針は三菱自動車ファンや評論家からの反発を招き、「自動車メーカーの社長なのに、自動車運転免許を取得していない」という非難の噂が流布されることもあった。実際には運転免許を取得しており、2012年の日本自動車工業会のイベントでは、初めて買ったMTのトヨタ・パブリカの思い出を語っている。
その一方で「パジェロとランサーエボリューションを復活させたい」とも発言している。しかし前者は全く実現することはなく、後者についてはパイクスピーク・ヒルクライムにEVレーサーを3度投じたことはあったものの、実際に「電気自動車のF1」ことFIA フォーミュラE選手権の誕生が決まった後も、参戦に向けて意欲を示したり、具体的に動いたという報道は無かった。

益子の死の2年後に、ラリーアートの復活が宣言された。また、日本経済新聞の報道ではエクリプスクロスを最後に車台の自社開発を取り止めて日産からの供給に切り替えるとされていたが、益子の死後に公式プレスリリースにて「そのような事実はありません」と否定された。
また益子の死後には三菱自動車の国内販売車種OEM化を取り止め、デリカミニやトライトンと言った自社生産車が投入された。